# 우쓰노미야시

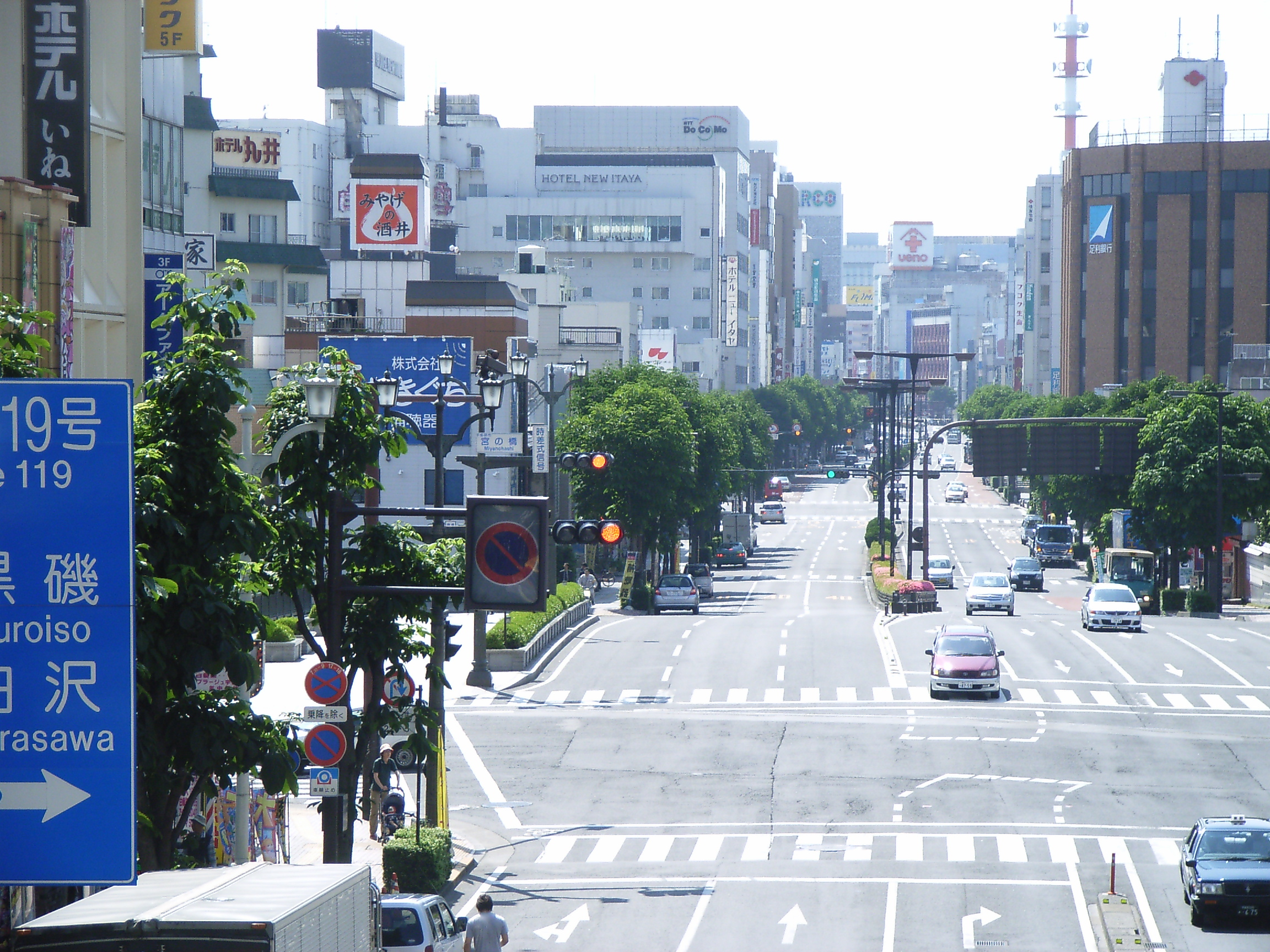
우쓰노미야 대로

우쓰노미야시(일본어: 宇都宮市)는 일본 도치기현 중부에 있는 시로, 도치기현의 현청 소재지이다. 중핵시로 지정되어 있다.
기타칸토의 최대 도시이며 일본 수도권 도시 중에선 10위의 인구를 자랑한다.

## 지리
도치기현의 거의 중부, 간토평야의 북단에 위치한다. 수도 도쿄에서 북쪽으로 약 105km 떨어진 곳에 있고 고도는 중심부가 약 100m이다. 남부에는 평탄한 토지가 펼쳐져 있고 동부에는 기누강, 중앙부에는 기누강의 지류 중 하나인 다가와강, 서부에는 오모이가와강의 지류인 스가타가와강이 흐른다. 또 중심 시가지에는 가마가와강, 신카와강이 흐른다.
지형은 기누강이 흐르는 동남부 지역이 가장 낮고 북서부로 갈수록 서서히 높아지며 그 앞에는 고가지산·다키산·구라카케산 등 작은 산들이 늘어서 있다.
시가지는 이 북서부 산계로부터 이어지는 도마쓰리산, 하치만산, 후타라산이 정확히 종단한다. 뒤쪽으로 북부의 산계가 있고 평지 앞으로 다가와강 등의 수계가 있는 전형적인 "천연 요새"이고 이러한 지리적 이점을 이용해 세워진 우쓰노미야성의 조카마치(성시)로 발전해 왔다.

## 인구
| 연도 | 인구    | ±%     |
| ---- | ------- | ------ |
| 1950 | 235,516 | —      |
| 1960 | 261,964 | +11.2% |
| 1970 | 324,216 | +23.8% |
| 1980 | 408,908 | +26.1% |
| 1990 | 465,162 | +13.8% |
| 2000 | 487,560 | +4.8%  |
| 2010 | 511,296 | +4.9%  |

## 기후
| 우쓰노미야시의 기후                                          | 우쓰노미야시의 기후 | 우쓰노미야시의 기후 | 우쓰노미야시의 기후 | 우쓰노미야시의 기후 | 우쓰노미야시의 기후 | 우쓰노미야시의 기후 | 우쓰노미야시의 기후 | 우쓰노미야시의 기후 | 우쓰노미야시의 기후 | 우쓰노미야시의 기후 | 우쓰노미야시의 기후 | 우쓰노미야시의 기후 | 우쓰노미야시의 기후 |
| 월                                                           | 1월                 | 2월                 | 3월                 | 4월                 | 5월                 | 6월                 | 7월                 | 8월                 | 9월                 | 10월                | 11월                | 12월                | 연간                |
| ------------------------------------------------------------ | ------------------- | ------------------- | ------------------- | ------------------- | ------------------- | ------------------- | ------------------- | ------------------- | ------------------- | ------------------- | ------------------- | ------------------- | ------------------- |
| 역대 최고 기온 °C (°F)                                       | 21.0 (69.8)         | 24.6 (76.3)         | 27.2 (81.0)         | 30.4 (86.7)         | 34.4 (93.9)         | 37.6 (99.7)         | 38.7 (101.7)        | 37.5 (99.5)         | 36.5 (97.7)         | 33.5 (92.3)         | 25.1 (77.2)         | 24.7 (76.5)         | 38.7 (101.7)        |
| 일평균 최고 기온 °C (°F)                                     | 8.6 (47.5)          | 9.7 (49.5)          | 13.4 (56.1)         | 18.8 (65.8)         | 23.3 (73.9)         | 25.9 (78.6)         | 29.5 (85.1)         | 30.9 (87.6)         | 27.0 (80.6)         | 21.4 (70.5)         | 15.9 (60.6)         | 10.8 (51.4)         | 19.6 (67.3)         |
| 일일 평균 기온 °C (°F)                                       | 2.8 (37.0)          | 3.8 (38.8)          | 7.4 (45.3)          | 12.8 (55.0)         | 17.8 (64.0)         | 21.2 (70.2)         | 24.8 (76.6)         | 26.0 (78.8)         | 22.4 (72.3)         | 16.7 (62.1)         | 10.6 (51.1)         | 5.1 (41.2)          | 14.3 (57.7)         |
| 일평균 최저 기온 °C (°F)                                     | −2.2 (28.0)         | −1.3 (29.7)         | 2.1 (35.8)          | 7.4 (45.3)          | 13.0 (55.4)         | 17.4 (63.3)         | 21.4 (70.5)         | 22.5 (72.5)         | 18.8 (65.8)         | 12.6 (54.7)         | 5.7 (42.3)          | 0.2 (32.4)          | 9.8 (49.6)          |
| 역대 최저 기온 °C (°F)                                       | −14.8 (5.4)         | −13.3 (8.1)         | −12.4 (9.7)         | −6.4 (20.5)         | −0.8 (30.6)         | 4.7 (40.5)          | 10.3 (50.5)         | 11.4 (52.5)         | 5.5 (41.9)          | −2.7 (27.1)         | −6.7 (19.9)         | −10.9 (12.4)        | −14.8 (5.4)         |
| 평균 강수량 mm (인치)                                        | 37.5 (1.48)         | 38.5 (1.52)         | 87.7 (3.45)         | 121.5 (4.78)        | 149.2 (5.87)        | 175.2 (6.90)        | 215.4 (8.48)        | 198.5 (7.81)        | 217.2 (8.55)        | 174.4 (6.87)        | 71.1 (2.80)         | 38.5 (1.52)         | 1,524.7 (60.03)     |
| 평균 강설량 cm (인치)                                        | 7 (2.8)             | 8 (3.1)             | 2 (0.8)             | 0 (0)               | 0 (0)               | 0 (0)               | 0 (0)               | 0 (0)               | 0 (0)               | 0 (0)               | 0 (0)               | 1 (0.4)             | 18 (7.1)            |
| 평균 강수일수 (≥ 0.5 mm)                                     | 4.3                 | 5.5                 | 9.6                 | 11.2                | 12.4                | 14.9                | 16.0                | 13.8                | 13.6                | 11.4                | 7.1                 | 4.7                 | 124.4               |
| 평균 강설일수                                                | 6.7                 | 7.1                 | 5.9                 | 0.6                 | 0.0                 | 0.0                 | 0.0                 | 0.0                 | 0.0                 | 0.0                 | 0.0                 | 3.1                 | 23.6                |
| 평균 상대 습도 (%)                                           | 61                  | 59                  | 60                  | 64                  | 69                  | 76                  | 79                  | 78                  | 77                  | 74                  | 71                  | 66                  | 70                  |
| 평균 월간 일조시간                                           | 211.7               | 193.3               | 194.2               | 184.9               | 175.4               | 118.5               | 118.9               | 140.9               | 119.8               | 140.3               | 165.9               | 197.4               | 1,961.1             |
| 출처: 일본 기상청 (평년값: 1991년~2020년, 극값: 1890년~현재) |                     |                     |                     |                     |                     |                     |                     |                     |                     |                     |                     |                     |                     |

## 인접한 지자체
- 도치기현
  - 가누마시
  - 가와치군 가미노카와정
  - 닛코시
  - 모카시
  - 시모쓰가군 미부정
  - 시모쓰케시
  - 시오야군 다카네자와정
  - 시오야군 시오야정
  - 쓰쿠보군 하야시마정
  - 하가군 하가정

## 역사
고고학자들은 우쓰노미야 지역이 구석기 시대 이후 지속적으로 사람이 정착했다는 증거를 발견했고, 고훈 시대의 수많은 무덤들이 그 경계에서 발견된다. 우쓰노미야 후타라산 신사는 353년에 창건되었다고 주장하는 시모쓰케국의 이치노미야이다. 우쓰노미야정은 헤이안 시대부터 센고쿠 시대까지 후지와라씨의 분파인 우쓰노미야씨의 지배하에 있었고 도요토미 히데요시에 의해 파괴되었다.
에도 시대에 우쓰노미야 지역은 닛코 가도와 오슈 가도가 만나는 교통의 요충지로 번성했다. 보신 전쟁 동안 간토 북부의 우쓰노미야성 전투는 간토 지방의 주요 분쟁이었다. 메이지 유신 이후 우쓰노미야는 잠시 우쓰노미야현에 속했다가 1884년에 도치기현에 합병되어 도치기현의 현청 소재지가 되었다. 우쓰노미야는 일본 제국 육군의 중요한 주둔지가 되었다.
1889년 4월 1일 정제가 시행되면서 공식적으로 우쓰노미야정이 성립되었다. 1889년 말 우쓰노미야의 인구는 30,698명으로 도쿄와 요코하마에 이어 간토 지방에서 세 번째로 인구가 많은 자치체였다. 이후 1896년 4월 1일에 우쓰노미야시가 되었다. 1945년 7월 12일 제2차 세계 대전 중 미군의 우쓰노미야 폭격으로 우쓰노미야와 주변 지역이 파괴되었다.
시 경계는 1951년부터 1955년까지 이웃한 스즈메노미야정과 히라이시, 요코카와정, 미즈호노정, 쿠니모토촌, 시로야마촌, 토미야촌, 도요사토촌, 스가타가와촌, 하가군에서 시노이촌의 일부를 합병하면서 확장되었다. 1996년에 우쓰노미야는 자치권이 확대된 핵심 도시로 지정되었다. 2007년 3월 31일에 가와치군 가미카와치정, 가와치정이 합병해 인구가 50만 명이 되었다.
- 1868년 5월 10일~14일 - 우쓰노미야성 전투
- 1896년 - 우쓰노미야시가 설치되었다. 인구 약 3만 5천 2백 명, 가옥 약 7천 호로 시역은 현재의 본청 관내에 위치하였다.
- 1899년 6월 - 우쓰노미야 전등 회사가 지역 내에 전력 공급을 개시하였다.
- 1902년 8월 - 와세다 대학 야구부가 우쓰노미야에서 제1회 하계 연습을 진행하였다.
- 1906년 12월 - 시내 전화가 개통하였다.
- 1908년 11월 - 일본 육군 제14사단이 우쓰노미야로 이전하여 사단 본부가 가와치군 구니모토무라토제에 주둔하였다(현 국립 도치기 병원).
- 1909년 10월 - 일본 철도가 국유화되어 우에노역~아오모리역 구간의 노선 명칭을 도호쿠선, 마찬가지로 우쓰노미야역~닛코역 구간을 닛코선으로 지정하였다.
- 1911년 2월 14일 - 시장(휘장)이 제정되었다.
- 1911년 3월 4일 - 일본 내무성 고시 제14호에 따라 도쿄시에서 육군 14사단까지의 구간이 국도 60호선으로 지정되었다.
- 1912년 4월 - 시청이 아사히정에 설치되었다.
- 1916년 3월 - 상수도 급수가 개시되었다.
- 1920년 4월 1일 - 일본 내무성 고시 제28호에 따라 시내를 지나는 국도 6호선이 국도 4호선, 국도 60호선은 국도 29호선으로 변경되었다.
- 1922년 10월 - 우쓰노미야 고등농림학교(현 우쓰노미야 대학 농학부)가 창설되었다.
- 1931년 8월 - 도부 철도 우쓰노미야선이 개통하였다.
- 1934년 1월 1일 - 가와치군 무라카와촌 쓰루타의 일부를 편입하였다.
- 1936년 3월 - 도치기현청이 화재로 소실되었다.
- 1939년 4월 1일 - 가와치군 시로야마촌 오아자 고마오의 일부를 편입하였다.
- 1944년 1월 - 나카지마 비행기 우쓰노미야 제작소가 조업을 개시하였다.
- 1945년 7월 12일 - 우쓰노미야시가 공습을 당해 시가지 대부분이 소실되었다.
- 1947년 4월 1일 - 도치기 사범학교 남자부 부속 중학교가 다카라키에, 여자부가 호제에 설치되었다.
- 1947년 9월 - 인구가 10만 명을 돌파하였다.
- 1948년 - 도치기현 종합운동공원 정비사업이 시작되었다.
- 1950년 3월 - 우쓰노미야 경마장이 완공되었다.
- 1953년 - 도치기현 종합운동공원이 개장하였다.
- 1961년 11월 - 우쓰노미야 공업단지가 분양을 개시하였다.
- 1963년 4월 1일 - 지역 방송인 라디오 도치기가 개국하였다.
- 1965년 - 도치기현 체육관이 개관하였다.
- 1965년 8월 - 다가와 하수 처리장에서 하수도 종말 처리를 개시하였다.
- 1970년 9월 10일 - 후쿠다야 백화점에서 화재가 발생하여 리모델링 공사를 하던 8층짜리 점포가 전소되었다. 고층 건축물이기 때문에 소방수가 닿지 않아 일본 백화점 화재 피해로는 당시 기준으로 사상 최대 규모가 되었다.
- 1972년 - 도치기현 체육관 수영장이 개장하였다.
- 1972년 4월 - 시기가 제정되었다.
- 1972년 8월 - 인구가 30만 명에 도달하였다.
- 1972년 11월 - 도호쿠 자동차도 우쓰노미야 IC가 개통하였다. 도치기 현립 미술관이 개관하였다.
- 1974년 4월 - 기요하라 공업단지가 분양을 개시하였다.
- 1975년 6월 - 우쓰노미야 중앙도매시장이 개설되었다.
- 1977년 - 도치기현 체육관 무도관과 궁도장이 개장하였다.
- 1980년 4월 - 시민헌장이 제정되었다. 시립 체육관, 시 문화회관, 시 축구장이 개설되었다.
- 1980년 10월 - '도치노바 국체'가 개최되었다. UHF 전파 중계탑(우쓰노미야 타워)이 완공되었다.
- 1981년 7월 - 시립 도서관이 개관하였다.
- 1981년 10월 - 도치기 현립 미술관 상설전시관이 개관하였다.
- 1982년 2월 - 마누카우시(뉴질랜드)와 자매도시 제휴.
- 1982년 6월 23일 - 도호쿠 신칸센 우쓰노미야역이 개업하였다.
- 1982년 10월 10일 - 도치기 현립 박물관이 개관하였다.
- 1984년 5월 - 테크노폴리스(기술집적도시)로 지정되었다.
- 1984년 8월 - 기요하라 공업단지 내에서 84와 하타히로가 개최되었다.
- 1984년 9월 - 치치하얼시(중국 헤이룽장성)와 우호도시 제휴.
- 1984년 10월 - 인구가 40만 명을 돌파하였다.
- 1986년 4월 - 시 지정 90주년을 맞아 이치키를 제정.
- 1986년 10월 - 현재의 시청이 개청하였다.
- 1988년 7월 - 기요하라 중앙공원 내에 우쓰노미야 기요하라 구장과 기요하라 체육관이 건립되었다.
- 1989년 1월 1일 - 가와치군 가미미카와정과 행정구역 경계를 변경하였다.
- 1989년 4월 - 테이쿄 대학 이공학부, 사쿠신가쿠인 대학, 우쓰노미야 분세이 단기 대학 등 3개교가 개설되었다.
- 1989년 5월 - 프랑스 오를레앙과 자매도시 제휴.
- 1990년 - 도호쿠 본선의 우에노역~구로이소역 사이에 우쓰노미야선이라는 애칭이 붙었다.
- 1990년 6월 1일 - 가와치군 가와치정과 행정구역 경계를 변경하였다.
- 1990년 8월 - 세계 선수권 자전거 경기 대회 로드 레이스 경기가 개최되었다(닛코우쓰노미야 도로 및 시 삼림공원 주변).
- 1992년 6월 - 타르사시(미국)와 자매도시 제휴.
- 1993년 - 전용 구기장인 도치기현 그린 스타디움이 완공되었다.
- 1993년 1월 1일 - 가누마시 및 이마이치시와 행정구역 경계를 변경하였다.
- 1993년 8월 - 일본 전국 고등학교 종합체육대회(인터하이)가 개최되었다.
- 1995년 8월 - 피에트라 산타시(이탈리아)와 문화우호도시 제휴.
- 1995년 10월 - '제10회 국민문화제와 뜯는 95'를 개최하였다.
- 1995년 12월 1일 - 가와치군 가미미쓰카와정과 행정구역 경계를 변경하였다.
- 1996년 4월 1일 - 시 지정 100주년을 맞았다. 중핵시로 지정되었다.
- 1996년 7월 - 헤이세이 기념 어린이 모리 공원·모험 활동 센터가 개장하였다.
- 1996년 9월 - 시 농림공원 「로만치쿠 마을」이 개장하였다. UCI 월드컵 최종전이 개최되었다(아시아에서 유일한 개최).
- 1996년 - 시외 연부를 일주하는 우쓰노미야 순환도로가 전구간 개통하였다.
- 1997년 3월 - 우쓰노미야 미술관이 개관하였다.
- 1999년 4월 - 문성예술대학이 개학하였다.
- 1999년 9월 - 시청 본청 창구 업무의 일부를 19시까지 연장하였다.
- 2000년 7월 - 기타칸토 자동차도 도치기 도가 JCT~우쓰노미야 가미미카와 IC 구간이 개통하였다. 시 종합운동공원 예정지(현 미즈호의 자연의 숲 공원)에서 전국 도시 녹화 페어 「마로니에와 절록화제 2000」이 개최되었다.
- 2001년 3월 - 클린파크 시게하라가 개설되었다.
- 2001년 8월 1일 - 가와치군 가미미쓰카와정과 행정구역 경계를 변경하였다.
- 2001년 8월 - 우쓰노미야시 모하라 건강교류센터 '초수코데란네'가 개장하였다.
- 2001년 12월 - 쇼난 신주쿠 라인 개업과 동시에 시내 각 역에 열차 운행이 개시되었다.
- 2003년 3월 24일 - 우쓰노미야키타 도로의 공용을 개시하였다.
- 2003년 4월 - 우쓰노미야시 교육센터가 개설되었다.
- 2003년 7월 1일 - 가누마시와 행정구역 경계를 변경하였다. 같은 날 가와치군 가미미카와정과도 경계를 변경하였다.
- 2003년 7월 - 우쓰노미야 가미미카와 IC 주변에 상업유통단지 「인터파크 우쓰노미야미나미」가 개장하였다.
- 2005년 2월 1일 - 하가군 하가정과 행정구역 경계를 변경하였다.
- 2005년 11월 8일 - 우쓰노미야키타 도로의 제한 속도를 80km/h로 상향하였다. 일본에서 일반도로 제한속도가 70km/h를 넘어선 첫 사례이다.
- 2006년 4월 - 우쓰노미야 공화대학(구 나스대학) 우쓰노미야 시티 캠퍼스가 개설되었다.
- 2006년 - 오리온 스퀘어(오리온 시민광장)가 개장하였다.
- 2007년 3월 25일 - 우쓰노미야성의 일부를 복원해 우쓰노미야 성지공원을 개장하였다.
- 2007년 3월 31일 - 가와치군 가와치정, 가미카와치정을 편입 합병해 인구가 50만 명을 돌파하였다.
- 2007년 7월 31일 - 우쓰노미야 니아라산 신사 앞의 우에노 백화점 본관 터에 우쓰노미야 오모테산도 스퀘어가 개장하였다.
- 2008년 1월 - 도치기현청 신청사가 완공되었다.
- 2008년 3월 - 제5차 우쓰노미야시 종합계획이 발표되었다.
- 2011년 3월 11일 - 도호쿠 지방 태평양 해역 지진이 발생해 시내에서 진도 6강을 관측했다. 이 지진으로 재해구조법이 적용되었다. 시내의 부상자는 8명, 건물 피해는 8,426동이었다.
- 2011년 3월 26일 - 우쓰노미야선·쇼난 신주쿠 라인 자쿠미야역의 교상 신역사가 완공되어 같은 날 사용을 개시하였다.
- 2011년 4월 4일 - 우쓰노미야역 서쪽 출구에서 대형 LCD식 버스 종합 안내 시스템이 사용 개시되었다.
- 2012년 8월 1일 - 가누마시와 행정구역 경계를 변경하였다.
- 2016년 4월 1일 - 우쓰노미야시 소방본부가 우쓰노미야시 소방국으로 명칭을 변경하였다.
- 2017년 3월 8일 - 커뮤니티 FM 미야라지가 개국하였다.
- 2018년 5월 28일 - 우쓰노미야 라이트레일 우선 정비 구간 기공식을 우쓰노미야역 동쪽 출구 광장에서 거행하였다.
- 2019년 7월 30일 - 스마트시티 실현을 위해 시와 민간의 협동조직인 U스마트 추진협의회가 설립되었다.
- 2021년 1월 7일 - 신종 코로나바이러스 감염증(코로나19)의 확산을 방지하기 위해 외출 자제와 음식점 휴업을 요구하는 '우쓰노미야시 신종 코로나바이러스 감염증 긴급사태 선포'를 발령하였다.
- 2021년 3월 21일 - 우쓰노미야시 내의 간토자동차, JR버스 간토의 버스노선에서 교통계 IC카드를 이용할 수 있게 되었다. 일본 최초의 지역 제휴 IC 카드인 「totra」 서비스도 개시되었다.
- 2021년 7월 13일 - 신재생 에너지 전력을 시유 시설이나 라이트레일에 공급하는 것을 목적으로 시와 민간이 출자하는 제3섹터 기업 우쓰노미야 라이트파워가 설립되었다.
- 2022년 2월 1일 - 클린파크 모하라에서 화재가 발생해 시 쓰레기 소각 능력의 약 70%를 상실하였다.
- 2022년 11월 1일 - 일본 환경성에 의해 '탈탄소 선행지역'으로 선정되었다.
- 2022년 11월 30일 - 우쓰노미야역 동쪽 출구 지역에 교류거점시설인 라이트큐브 우쓰노미야가 개업하였다.
- 2023년 1월 11일 - 이주·정주 프로모션의 일환으로 텔레비전 CM의 방영을 개시하였다. 지방자치단체가 텔레비전 광고를 내보낸 것은 일본에선 드문 사례였다.
- 2023년 8월 26일 - 일본 최초의 전 노선 신설형 라이트레일(LRT) 노선인 우쓰노미야 하가라이트레일선의 우쓰노미야역 동쪽 구간이 개업하였다.

### 예정
- 2025년 - 고마뉴초의 도호쿠 자동차도에 오타니 스마트 IC가 용지 매수가 순조롭게 진행되었을 경우 완공될 예정이다.
- 2026년 - 신사토초에 대형 스포츠 시설인 '북서부 지역 체육 시설'이 완공될 예정이다.
- 2030년경 - 시 동부 LRT 연선 지역에서 탄소 중립(탈탄소)화를 도모하고 민생 부문의 전력 소비에서 배출되는 이산화탄소를 실질 제로로 한다.
  - 동년까지 시내의 모든 대중교통(LRT, 노선버스, 택시 등)에서 탄소 중립(탈탄소)화를 도모하고 배출되는 이산화탄소를 실질 제로로 한다.
- 2030년대 전반 - 우쓰노미야 하가 라이트 레일선이 우쓰노미야역 동쪽 출구에서 도치기현 교육회관 부근까지 연장될 예정이다.

## 교육
- 우쓰노미야 대학
- 데이쿄 대학 우쓰노미야 캠퍼스

## 교통

### 도로
- 도호쿠 자동차도

### 철도·도시철도
- 동일본 여객철도
  - 도호쿠 신칸센
    - 우쓰노미야역

  - 우쓰노미야선
    - 스즈메노미야역 - 우쓰노미야역 - 오카모토역

  - 쇼난 신주쿠 라인
    - 스즈메노미야역- 우쓰노미야역

  - 가라스야마선
    - 우쓰노미야역- 오카모토역

  - 닛코선
    - 우쓰노미야역 - 쓰루타역
- 도부 철도
  - 우쓰노미야선
    - 니시카와다역 - 에소지마역 - 미나미우쓰노미야역 - 도부 우쓰노미야역
- 우쓰노미야 라이트레일
  - 우쓰노미야 하가 라이트레일선
    - 우쓰노미야역 히가시구치 - 히가시슈쿠고 - 에키히가시코엔마에 - 미네 - 요토3초메 - 우쓰노미야 대학 요토 캠퍼스 - 히라이시 - 히라이시추오쇼갓코마에 - 도비야마조아토 - 세이료 고교마에 - 기요하라지구 시민센터마에 - 그린스타디움마에 - 유이노모리니시 - 유이노모리추오 - 유이노모리히가시

그 중 고속철도인 도호쿠 신칸센과 기차선인 가라스야마선을 제외한 나머지는 도시철도이다.

### 시내버스
- 간토 버스(일본어: 関東バス)
- 도야 버스(일본어: 東野バス)
- JR버스 간토(일본어: JRバス関東)

## 자매 도시
- 뉴질랜드 오클랜드시(구 마누카우시티)
  - 1982년 2월 24일 구 마누카우시와 자매도시 제휴, 2010년 3월의 광역 합병에 의해 오클랜드시로 합병됨.
- 프랑스 오를레앙
- 미국 오클라호마주 털사
- 중화인민공화국 헤이룽장성 치치하얼시